# أليكسي غيراسيموف (لاعب كرة قدم)
أليكسي غيراسيموف هو لاعب كرة قدم روسي في مركز الهجوم، ولد في 27 يونيو 1999. لعب مع شينيك ياروسلافل.

## وصلات خارجية
- أليكسي غيراسيموف (لاعب كرة قدم) على موقع قاعدة بيانات كرة القدم.إي يو (الإنجليزية)
- أليكسي غيراسيموف (لاعب كرة قدم) على موقع Soccerway.com (الإنجليزية)